# Sadocus nigronotatus
Sadocus nigronotatus is een hooiwagen uit de familie Gonyleptidae.